# Stauroteuthis syrtensis
Stauroteuthis syrtensis е вид октопод от семейство Stauroteuthidae.

## Разпространение и местообитание
Видът е разпространен във Великобритания, Гренландия, Ирландия, Исландия, Канада, САЩ и Фарьорски острови.
Обитава крайбрежията на океани и морета в райони с тропически и умерен климат. Среща се на дълбочина от 457 до 3458,5 m, при температура на водата от 2,6 до 8,7 °C и соленост 34,8 – 35,7 ‰.